# SM3 (hash)
SM3 (in cinese 商密3S, ShāngMì 3P) è una funzione crittografica di hash sviluppata e standardizzata in Cina. È stata pubblicata nel 2012 come standard GM/T 0004-2012.
Viene utilizzata per la firma digitale, i codici di autenticazione dei messaggi e la generazione di numeri pseudo-casuali, nonché nel protocollo Transport Layer Security. L'algoritmo è pubblico ed è considerato simile allo SHA-256 per sicurezza ed efficienza.